# جليل (محافظة خليص)
جليل قرية سعودية، تقع في محافظة خليص بمنطقة مكة المكرمة، غرب المملكة العربية السعودية.